# Тристан и Изолда (опера)
„Тристан и Изолда“ (на немски: Tristan und Isolde) е опера на германския композитор Рихард Вагнер, поставена за пръв път през 1865 година.
Либретото, написано от самия Вагнер, е базирано на средновековната легенда за Тристан и Изолда в поетичния вариант от XII век на Готфрид фон Страсбург. Операта е написана между 1857 и 1859 година и е поставена на 10 юни 1865 година в Кралския национален театър в Мюнхен под диригентството на Ханс фон Бюло и с Лудвиг и Малвина Шнор фон Каролфелд в главните роли.
За първи път в България операта „Тристан и Изолда“ е представена на 26 февруари 2015 г. от Софийската опера, с участието на Матрин Илиев и Петер Свенсон в ролята на Тристан и Радостина Николаева, Цветана Бандаловска и Мариана Цветкова в ролята на Изолда. Диригенти са Константин Тринкс и Велизар Генчев, режисьор е Пламен Карталов, сценограф – Миодраг Табачки.

## Сюжет и тематика
Действието на операта се развива на палубата на кораб в Корнуол и в Бретан, около XI век.
Вагнер споделя, че стиховете от либретото вече съдържат зародишите на отделните мелодии. Подчертава, че душевната драма на героите е не толкова външно изразена в сценичното действие, колкото в музиката.
| „      | Вълнуваща се като безбрежен океан, непрекъснато променящ своя цвят, разливащ се в мъглата като една безкрайна мелодия […] Вечното, непрекъснато вълнение, любовната мъка и страст… тайнствените кръгове върху повърхността на океана, които после потъват и изчезват като смъртта… вечната мелодия на влюбените души… кипящият океан – всичко това е музиката на моя „Тристан“. | “ |
| Вагнер | |   |

Вагнер преминава от безнадеждната философия на Небитието към философията на Утвърждаването. Една невероятна сила на живота във Вагнеровия оркестър, който в битката си срещу Безнадеждността накрая побеждава и прославя живота. Вагнер започва произведението още на брега на Цюрихското езеро, близо до любимата си Матилда. В дневника, който води тогава, почти всеки ред е посветен на Матилда Везендонк: 
| „ | Сега, скъпо мое дете, аз се връщам към моя Тристан, за да беседвам чрез него с теб… | “ |

През 1857 година текстът на либретото е вече завършен.
Текстът на Рихард Вагнер не е драматизация на това древно сказание. За своето либрето композиторът използва елементи от разни епохи и варианти на легендата – келтски, исландски, френски, германски, британски. В основата остават древните митове за природата. Вълшебната напитка за Вагнер е важен драматургичен и психологически момент. Неговите Тристан и Изолда са се обикнали така страстно и силно не под влиянието на любовния еликсир, а от пръв поглед. И двамата напразно се опитват да се преборят с тази любов. Изолда иска да отмъсти на Тристан за смъртта на своя годеник Моролт, освен че е и унизена от него. Тя иска да му даде отрова, за да го убие, но заедно с това е готова и да умре с него, защото го обича. И когато двамата разбират, че е настъпил моментът, в който трябва да умрат, от техните гърди, подобно на вулкан, изригват страстни любовни слова.

## Действащи лица
- Тристан – тенор
- Крал Марк – бас
- Изолда – сопран
- Курвенал – баритон
- Мелот – тенор
- Брангена – сопран
- Овчар – тенор
- Кормчия – баритон
- Млад моряк – тенор